# Agrimonia (album)
Agrimonia è l'album d'esordio dell'omonimo gruppo, pubblicato nel 2008.

## Tracce
LP
- Lato A

1. The Unknown Bury Me - 12:47
2. The Decay - 08:51

- Lato B

1. Scars Make Life - 13:17
2. Leaves Fall Rotten - 08:57

Download digitale/CD
1. The Unknown Bury Me - 12:47
2. The Decay - 08:51
3. Scars Make Life - 13:17
4. Leaves Fall Rotten - 08:57
5. The Plague - 11:07

## Formazione
- Christina - voce
- Björn - batteria
- Mange - basso
- Per - chitarra
- Pontus - chitarra, tastiere, cori